# São Cristóvão do Sul
São Cristóvão do Sul es un municipio brasileño del Estado de Santa Catarina. Se localiza a una latitud 27º16'00" sur y a una longitud 50º26'26" Oeste, a una altitud de 1025 metros. Su población estimada en 2021 era de 5 646 habitantes.
La ciudad, que era distrito de Curitibanos, se emancipó en 1992. La principal fuente de ingresos del municipio es la fabricación de fósforos.